# Crystal Planet
Albums de Joe Satriani
Joe Satriani
(1995) Engines of Creation
(2000)
Crystal Planet est un album de Joe Satriani sorti en 1998. Il renoue avec le style des albums précédents, après la parenthèse Blues de l'album Joe Satriani (1995).

## Titres
1. Up in the Sky – 4 min 09 s
2. House Full of Bullets – 5 min 33 s
3. Crystal Planet - 4 min 34 s
4. Love Thing - 3 min 50 s
5. Trundrumbalind - 5 min 13 s
6. Lights of Heaven - 4 min 23 s
7. Raspberry Jam Delta-V - 5 min 21 s
8. Ceremony - 4 min 53 s
9. With Jupiter in Mind - 5 min 47 s
10. Secret Prayer - 4 min 27 s
11. A Train of Angels - 3 min 42 s
12. A Piece of Liquid - 3 min 04 s
13. Psycho Monkey - 4 min 36 s
14. Time - 5 min 05 s
15. Z.Z.'s Song - 3 min 00 s